# Bruce Botelho
Bruce M. Botelho (Juneau, 6 ottobre 1948) è un politico statunitense, ex sindaco democratico di Juneau, capitale dell'Alaska.

## Biografia
È stato eletto sindaco per la prima volta nel 1989. Dimessosi nel 1991, dal 1994 al 2002 è stato Attorney general del suo Stato: già nel 1976 vi aveva lavorato come impiegato. Dal 2006 al 2012 è stato nuovamente sindaco di Juneau.